# Facultad de Ciencias de la Salud de la Universidad Nacional de Costa Rica
La Facultad de Ciencias de la Salud de la Universidad Nacional de Costa Rica es el lugar donde se imparten carreras relacionadas al área de la salud en dicha universidad. Se encuentra ubicada en la sede Presbítero Benjamín Nuñez en Lagunilla, Heredia.

## Áreas de estudio
- Escuela de Ciencias del Deporte (Bachillerato en la Enseñanza de la Educación Física, deporte y recreación; y Bachillerato en Promoción de la Salud)
- Escuela de Medicina Veterinaria (Licenciatura en Medicina Veterinaria)

## Visión
Esta facultad no cuenta con una gran diversidad de carreras, y su visión está orientada a la promoción de la salud humana y a la salud animal. La Escuela de Ciencias del Deporte cuenta con amplias instalaciones como piscinas, gimnasio, pista de atletismo, entre otros, y programas de investigación y proyección social dirigidos a diversos grupos como personas mayores y niños.
La Escuela de Medicina Veterinaria cuenta con parte de la mejor tecnología de la universidad, gran cantidad de laboratorios y dos hospitales veterinarios: El Hospital de Especies Menores y Silvestres, y el Hospital de Especies Mayores. Además, esta carrera es la de mayor dificultad de acceso de la universidad, con más de 2.500 aplicantes por año y un ingreso reducido a solo 36. También se mantiene como una de las carreras de mayor puntaje a nivel nacional.

## Áreas de estudio
Página oficial de la Facultad de Ciencias de la Salud de la Universidad Nacional de Costa Rica Archivado el 28 de julio de 2014 en Wayback Machine.
Página oficial de la Escuela de Ciencias del Deporte de la Universidad Nacional de Costa Rica Archivado el 28 de julio de 2014 en Wayback Machine.
Página oficial de la Escuela de Medicina Veterinaria de la Universidad Nacional de Costa Rica Archivado el 22 de octubre de 2014 en Wayback Machine.
- Datos: Q18417137